# Carmen: A Hip Hopera

Carmen: A Hip Hopera est un téléfilm produit pour la chaîne de télévision musicale MTV et réalisé par Robert Townsend avec la chanteuse Beyoncé qui y fait ses débuts d'actrice.

## Distribution
- Mekhi Phifer : Derek Hill
- Beyoncé Knowles : Carmen Brown
- Mos Def : Lieutenant Miller
- Rah Digga : Rasheeda
- Wyclef Jean : Fortune Teller
- Lil' Bow Wow : Jalil
- Da Brat : Rapping Narrator
- Jermaine Dupri : Pockets
- Reagan Gomez-Preston : Caela
- Joy Bryant : Nikki